# Oberdrauburg
Oberdrauburg é um município da Áustria localizado no distrito de Spittal an der Drau, no estado de Caríntia.

## Personajes ilustres
- Josef Ferdinand Fromiller (1693–1760), pintor
- Friedrich Marx (1830–1905), poeta
- Hellmuth Marx (1915–2002), escultor
- Roland Schwarzl (* 1980), atleta